# Параисо (муниципалитет)
Параи́со (исп. Paraíso) — муниципалитет в Мексике, в штате Табаско, с административным центром в одноимённом городе. Численность населения, по данным переписи 2020 года, составила 96 741 человек.

## Общие сведения
Название Paraíso дано по названию растущего здесь райского дерева (исп. árbol del paraíso).
Площадь муниципалитета равна 407,6 км², что составляет 1,6 % от общей площади штата, а наиболее высоко расположенное поселение Эль-Бельоте находится на высоте 17 метров.
Он граничит с другими муниципалитетами штата Табаско: на востоке с Сентлой и Хальпа-де-Мендесом, на юге и западе с Комалькалько, а на севере омывается водами Мексиканского залива.

## Учреждение и состав
Муниципалитет был образован 18 декабря 1883 года, по данным 2020 года в его состав входит 48 населённых пунктов, самые крупные из которых:
| Код INEGI                  | Населённый пункт                                                                                  | Численность населения (2005 год) | Численность населения (2010 год) | Численность населения (2020 год) |
| -------------------------- | ------------------------------------------------------------------------------------------------- | -------------------------------- | -------------------------------- | -------------------------------- |
| 014                        | Всего                                                                                             | 78519                            | 86620                            | 96741                            |
| 0001                       | Параисо (исп. Paraíso) 18°23′45″ с. ш. 93°12′51″ з. д. (административный центр)                   | 24773                            | 25186                            | 25555                            |
| 0027                       | Кинтин-Араус (исп. Quintín Arauz) 18°22′02″ с. ш. 93°12′52″ з. д.                                 | 4341                             | 5178                             | 6334                             |
| 0024                       | Орьенте-Сан-Кайетано (исп. Oriente (San Cayetano)) 18°20′54″ с. ш. 93°12′18″ з. д.                | 1128                             | 1285                             | 3446                             |
| 0020                       | Моктесума-1 (исп. Moctezuma 1ra. Sección) 18°22′34″ с. ш. 93°13′54″ з. д.                         | 2309                             | 2716                             | 3187                             |
| 0019                       | Франсиско-Мадеро (Мадеро) (исп. Francisco I. Madero (Madero)) 18°20′05″ с. ш. 93°12′18″ з. д.     | 2570                             | 2722                             | 3170                             |
| 0021                       | Моктесума-2 (исп. Moctezuma 2da. Sección) 18°22′15″ с. ш. 93°13′23″ з. д.                         | 2292                             | 2577                             | 3098                             |
| 0014                       | Либертад-1 (Эль-Чиверо) (исп. Libertad 1ra. Sección (El Chivero)) 18°19′47″ с. ш. 93°10′26″ з. д. | 2246                             | 2502                             | 3049                             |
| 0006                       | Пуэрто-Сейба (исп. Puerto Ceiba) 18°24′44″ с. ш. 93°10′41″ з. д.                                  | 2726                             | 2780                             | 2806                             |
| 0005                       | Пуэрто-Сейба (Каррисаль) (исп. Puerto Ceiba (Carrizal)) 18°24′27″ с. ш. 93°11′35″ з. д.           | 1648                             | 2686                             | 2746                             |
| —                          | Прочие                                                                                            | 34486                            | 38988                            | 43350                            |
| Названия на карте Генштаба |                                                                                                   |                                  |                                  |                                  |

## Экономическая деятельность
По статистическим данным 2000 года, работоспособное население занято по секторам экономики в следующих пропорциях:
- сельское хозяйство, животноводство и рыбная ловля — 22,7 %;
- промышленность и строительство — 27,8 %;
- торговля, сферы услуг и туризма — 46,8 %;
- безработные — 2,7 %.

В муниципалитете имеются услуги гостиниц, отелей, банков, пунктов питания, бунгало, туристических агентств, автобусных терминалов, перевозки пассажиров и такси.

## Инфраструктура
По статистическим данным 2020 года, инфраструктура развита следующим образом:
- электрификация: 96,6 %;
- водоснабжение: 72,3 %;
- водоотведение: 98,2 %.

## Фотографии

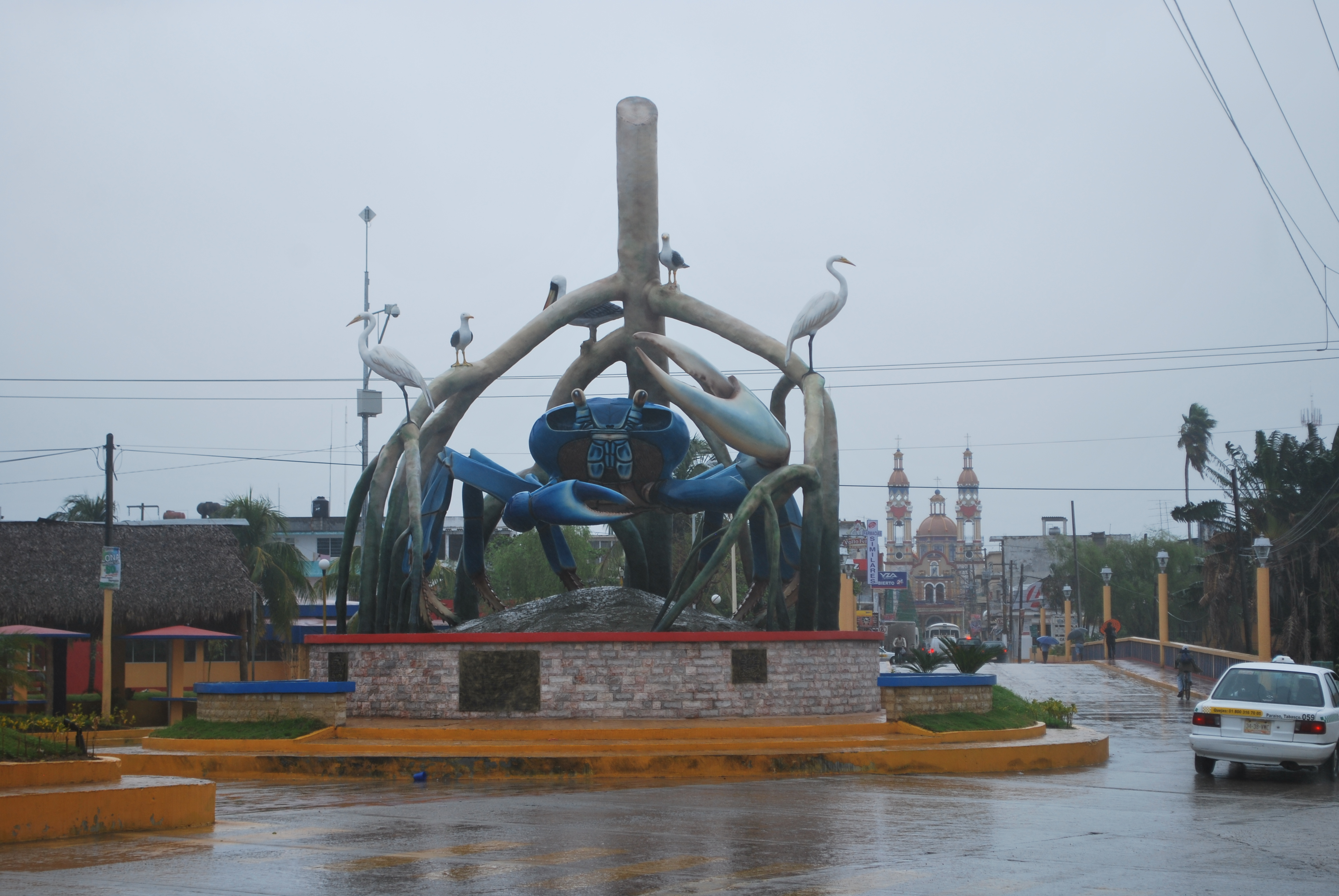
Скульптура краба и птиц на въезде в город
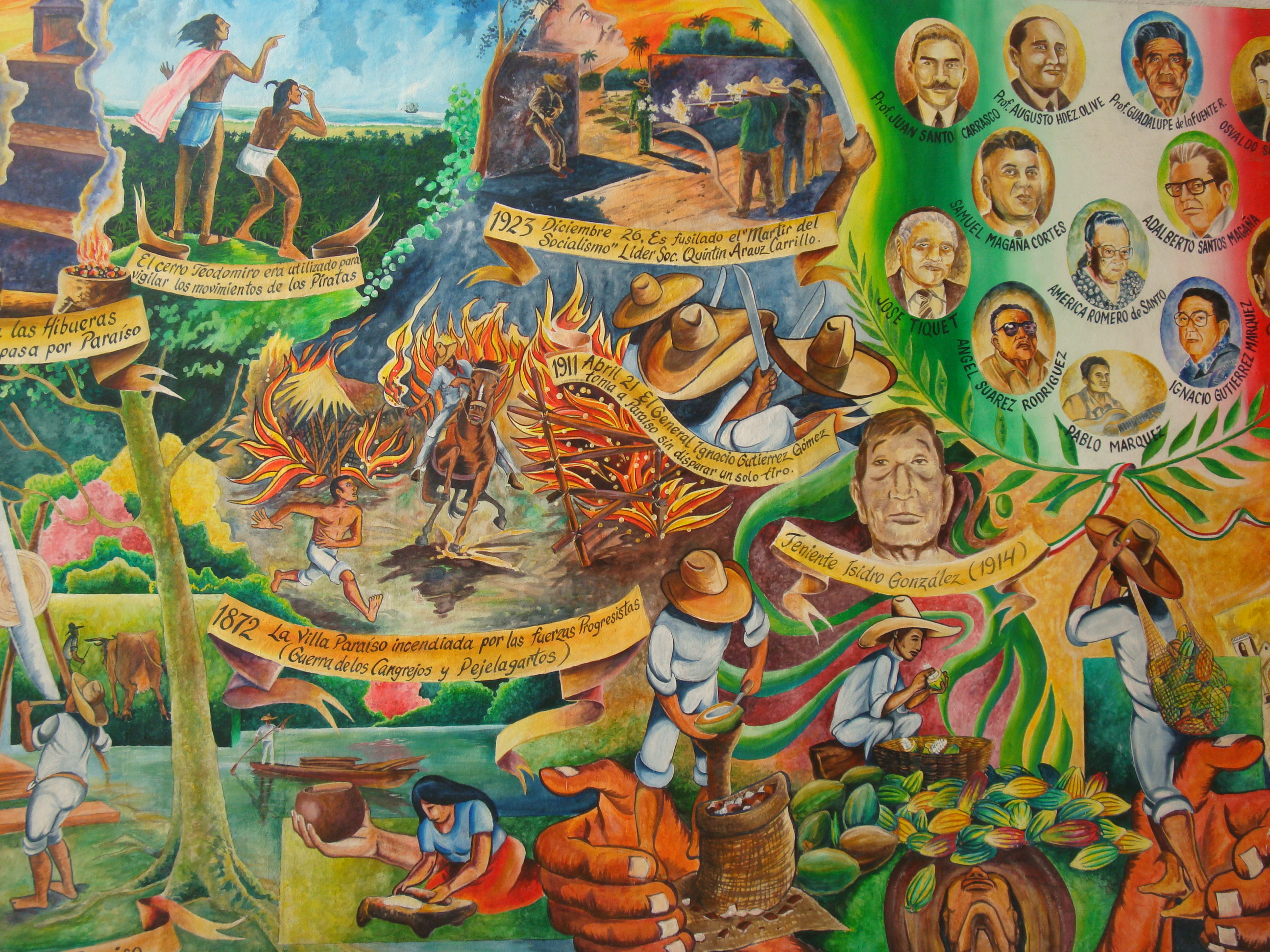
Историческая роспись в здании администрации
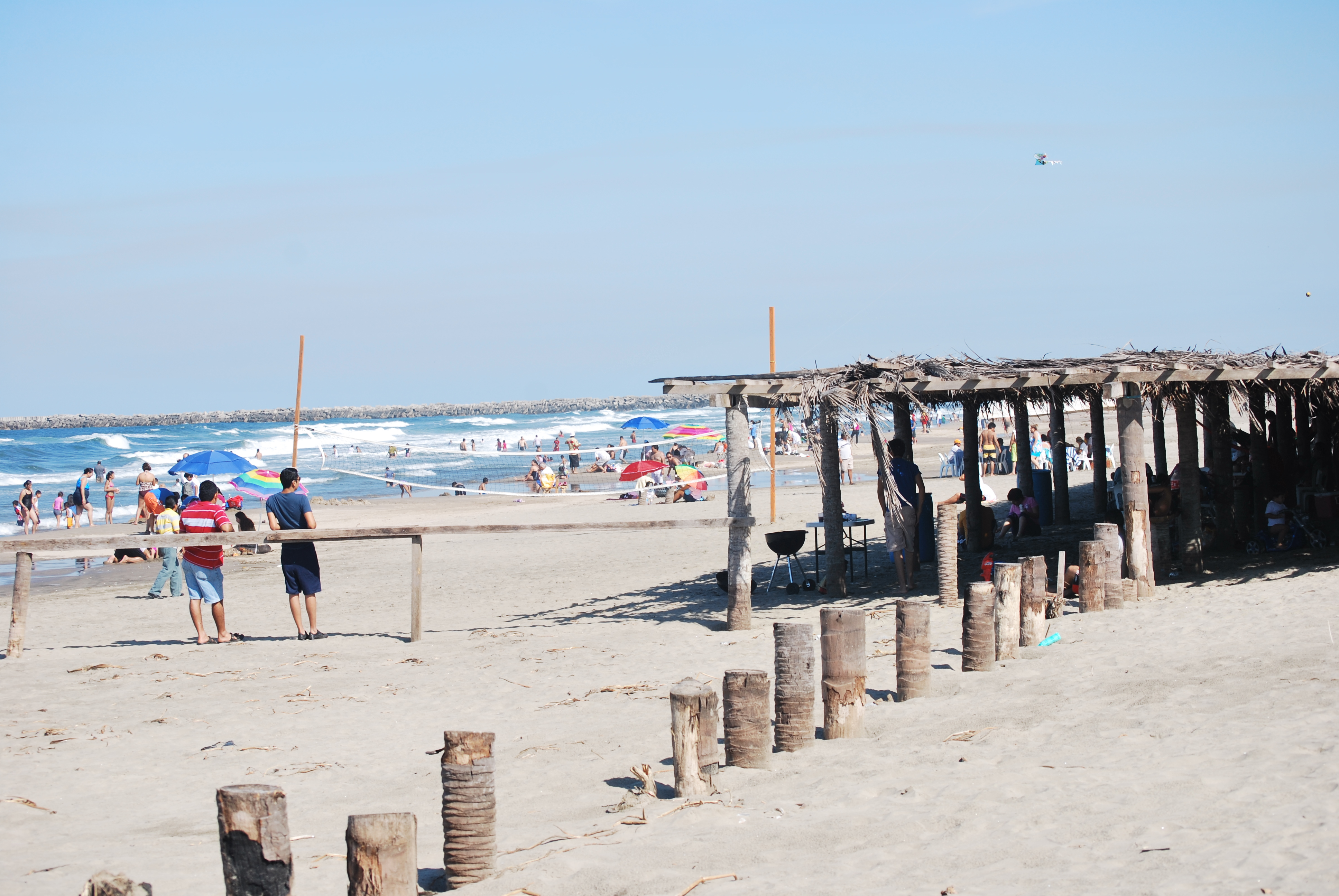
Пляж Варадеро
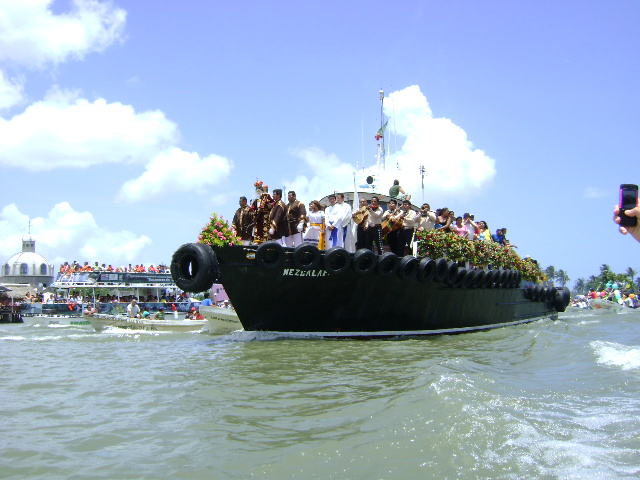
Празднования в Чильтепеке